# Theodorus Cornelis Maria Hoogenboom

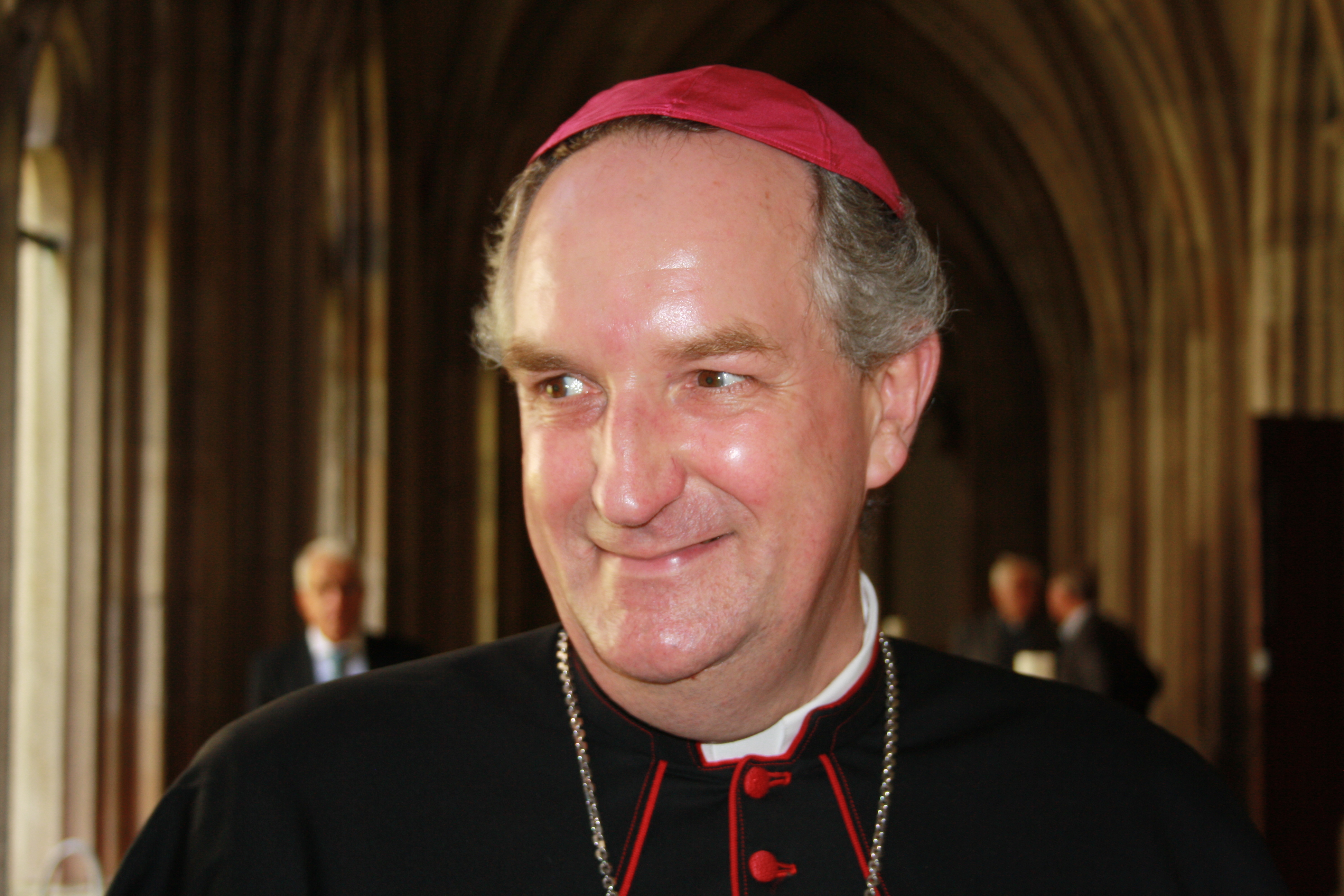
Theodorus Hoogenboom (2017)

Theodorus Cornelis Maria Hoogenboom (* 27. August 1960 in Oudewater) ist ein niederländischer Geistlicher und römisch-katholischer Weihbischof in Utrecht.

## Leben
Theodorus Hoogenboom studierte Rechtswissenschaften an der Universität Utrecht. Nach seinem Abschluss diente er zwei Jahre lang als Reserveoffiziersanwärter in der niederländischen Armee. Anschließend arbeitete er als akademischer Forscher im Bereich des Verfassungs- und Verwaltungsrechts mit besonderem Schwerpunkt der Menschenrechte. Parallel engagierte er sich ehrenamtlich in der Pfarrei St. Johannes der Täufer in Montfoort und begann ein Theologiestudium. Er trat in das Ariënskonvikt ein, ein interdiözesanes Seminar in Utrecht, und schloss sein Theologiestudium an der Theologischen Fakultät in Utrecht mit dem Fach Moraltheologie ab. Nachdem er ein seelsorgerisches Praktikum im Eemland-Hospital in Amersfoort absolviert hatte, studierte er Kirchenrecht an der Päpstlichen Universität Gregoriana in Rom. Der Erzbischof von Utrecht, Adrianus Johannes Kardinal Simonis, spendete ihm am 25. September 1999 die Priesterweihe. Nach seiner Rückkehr aus Rom im Jahr 2001 wurde Hoogenboom stellvertretender Rektor des Ariënskonvikts und Richter am Kirchengericht des Erzbistums Utrecht. 2008 wurde er Generalvikar in Utrecht und anschließend Probst des Metropolitankapitels.

Wappen von Weihbischof Hoogenboom

Papst Benedikt XVI. ernannte ihn am 7. Dezember 2009 zum Weihbischof in Utrecht und Titularbischof von Bistue. Der Erzbischof von Utrecht, Willem Jacobus Eijk, weihte ihn am 13. Februar 2010 zum Bischof; Mitkonsekratoren waren Johannes Harmannes Jozefus van den Hende, Bischof von Breda, und Johannes Antonius de Kok OFM, emeritierter Weihbischof in Utrecht. Sein bischöflicher Wahlspruch ist Consecrans evangelium Dei.
Seit 2011 ist Hoogenboom der niederländische Bischofsdelegierte bei der COMECE und dort Präsident der Kommission für Rechtsfragen. Er war Teilnehmer der 16. ordentlichen Generalversammlung der Bischofssynode im Rahmen der Weltsynode.